# Lovitura de stat din Letonia din 1934

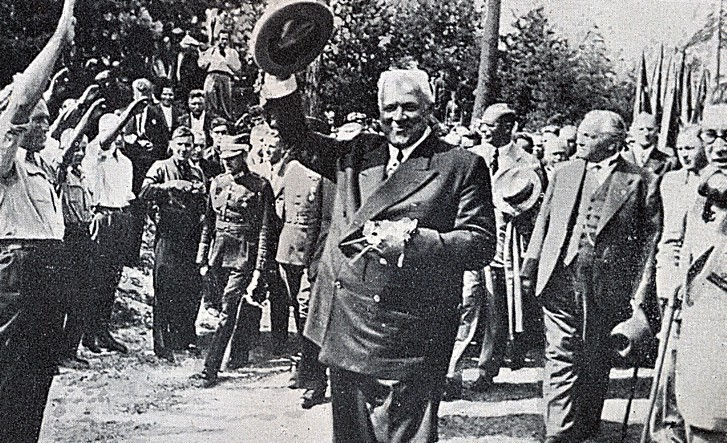
Ulmanis, urmat de miniștri în 1934

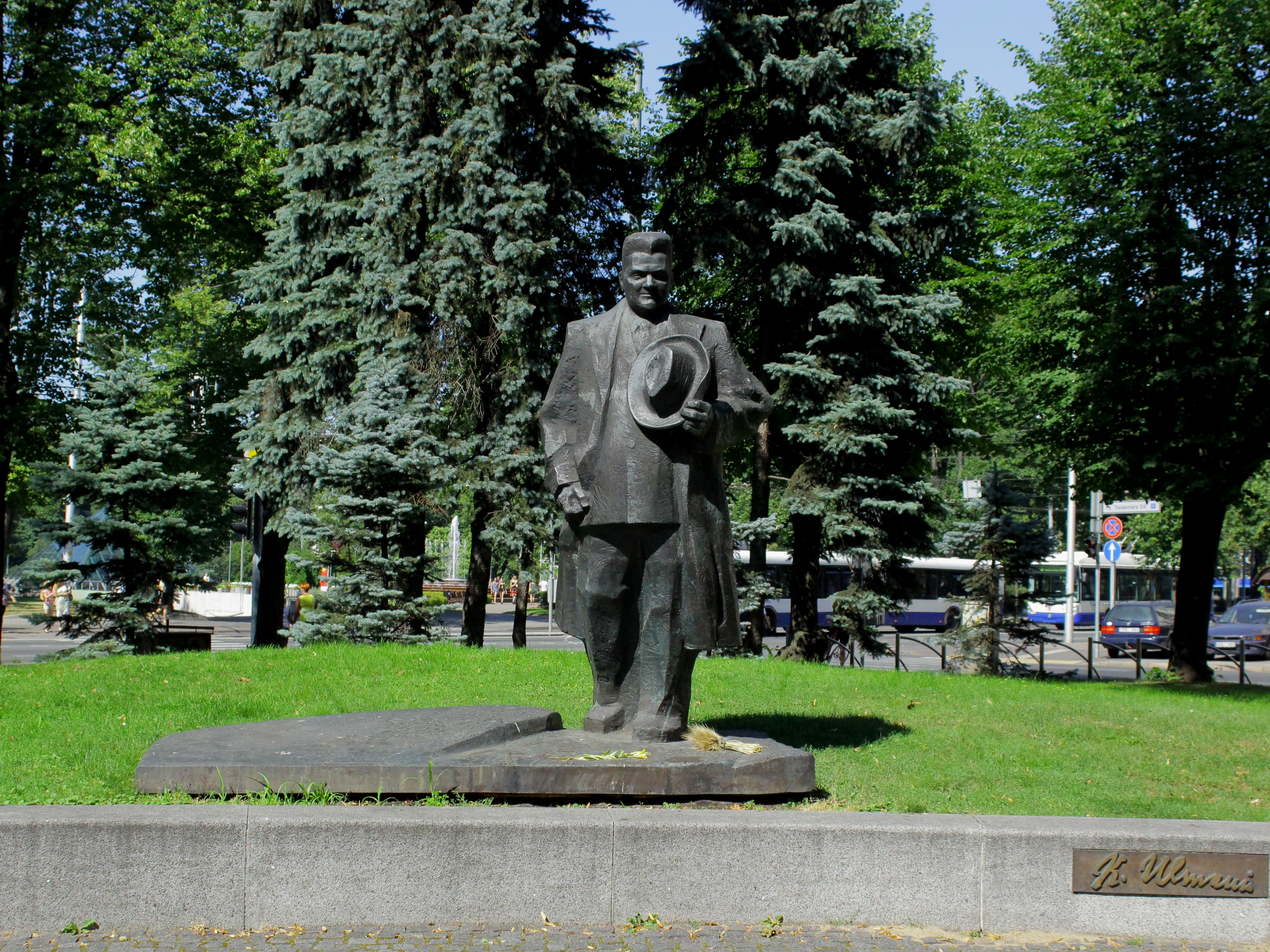
Statuia lui Ulmanis în Riga

Lovitura de stat din Letonia din 1934, cunoscută în Letonia ca Lovitura de la 15 mai sau Lovitura lui Ulmanis, a fost o lovitură de stat realizată de prim-ministrul Kārlis Ulmanis împotriva sistemului parlamentar din Letonia. Regimul său a durat până la ocuparea sovietică a Letoniei în 1940.
În noaptea de 15-16 mai, Ulmanis, cu sprijinul ministrului de război Jānis Balodis⁠(d) și a organizației paramilitare Aizsargi, a preluat controlul principalelor funcții de stat și de partid, a proclamat starea de război în Letonia, a suspendat Constituția, a dizolvat toate partidele politice și Seimul (parlament).
Ulmanis a creat un regim executiv non-parlamentar autoritar, în care el a condus ca prim-ministru. Legile au continuat să fie promulgate de guvernul interimar. Președinte în exercițiu al Letoniei, Alberts Kviesis⁠(d), care a făcut parte din Uniunea Fermierilor Letoni a lui Ulmanis, a acceptat lovitura de stat și și-a dus la bun sfârșit restul mandatului până la 10 aprilie 1936. Ulmanis a preluat apoi ilegal funcția de președinte al statului și a fost oficial cunoscut sub numele de Valsts un Ministru Prezidents (președinte de stat și al miniștrilor), dar de obicei în ziare a fost numit Tautas Vadonis (lider al națiunii) sau pur și simplu Vadonis (Lider).
Ulmanis a fost unic printre dictatorii europeni ai timpului, deoarece nu a creat un singur partid de guvernământ și nu a introdus o nouă constituție. În schimb, a creat Camerele de Meserii controlate de Stat, bazate pe modelele corporatiste ale regimurilor autoritare ale lui Konstantin Päts⁠(d) în Estonia și António de Oliveira Salazar în Portugalia. Regimul s-a bazat în mare parte pe cúlturile de autoritate și personalitate ale lui Ulmanis și Balodis în calitate de fondatori ai Letoniei în timpul Războiului de Independență din Letonia, despre care se afirma că a eliberat națiunea de haosul multi-partit.
Lovitura de stat, fără vărsare de sânge, a fost realizată de armată și de unitățile gărzii naționale Aizsargi⁠(d), loiale lui Ulmanis. S-au îndreptat împotriva birourilor guvernamentale cheie, a mijloacelor de comunicare și de transport. Mulți oficiali aleși și politicieni (aproape exclusiv ai Partidului Muncitoresc Social Democrat din Letonia, precum și personalități din extrema dreaptă și stângă) au fost reținuți, la fel ca orice ofițeri militari care s-au împotrivit loviturii de stat. Aproximativ 2.000 de social-democrați au fost inițial deținuți de către autorități, inclusiv majoritatea membrilor social-democrați ai Seimului desființat, precum și membri ai diferitelor organizații radicale de dreapta, cum ar fi Pērkonkrusts⁠(d) . În total, 369 de social-democrați, 95 de membri ai Pērkonkrusts, activiști pro-naziști din comunitatea germană baltică și o mână de politicieni din alte partide au fost internați într-o tabără de detenție din cartierul Karosta⁠(d) din Liepāja. După ce mai mulți social-democrați, cum ar fi Brūno Kalniņš⁠(d), au fost eliberați retrăgându-se acuzațiile de deținere de arme, majoritatea celor închiși au început să fie eliberați, unii alegând să plece în exil. Cei condamnați pentru acte de trădare, cum ar fi liderul Pērkonkrusts Gustavs Celmiņš⁠(d), au rămas în spatele gratiilor pe durata sentințelor lor, de trei ani în cazul lui Celmiņš.